# Инишбофин (Голуэй)
Инишбофин (ирл. Inis Bó Finne, англ. Inishbofin — «остров белой коровы») — остров вблизи западного побережья Ирландии, в заливе Клю, графство Голуэй. Расположен южнее острова Иништурк и севернее Инишарка. Население — 160 человек (2011).
Святой Колман основал на острове монастырь, просуществовавший до X века. На острове находятся руины казарм Кромвелля, сооружённых в 1652 году. На Инишбофине расположено пять деревень.
Здесь гнездятся коростели. Остров является местом гнездования для многих видов птиц.
Остров является привлекательным местом для туризма. На нём имеется несколько пешеходных маршрутов, можно делать прогулки по горам, есть холм для восхождений. Для ловли рыбы существует пологий берег и лодки.
Инишбофин стал важным культурным центром: на музыкальные праздники приезжают музыканты и художники для исполнения традиционной ирландской музыки и песен, на них неизменно выступает местная группа.